# Lepidochrysops gydoae
The Gydo Blue (Lepidochrysops gydoae) là một loài bướm ngày thuộc họ Bướm xanh. Loài này có ở Nam Phi.
Sải cánh dài 41–45 mm đối với con đực và 43–46 mm đối với con cái. Con trưởng thành bay từ tháng 11 đến tháng 1. Có một lứa một năm.
Ấu trùng có thể ăn Selago